# Ludwig Spaenle

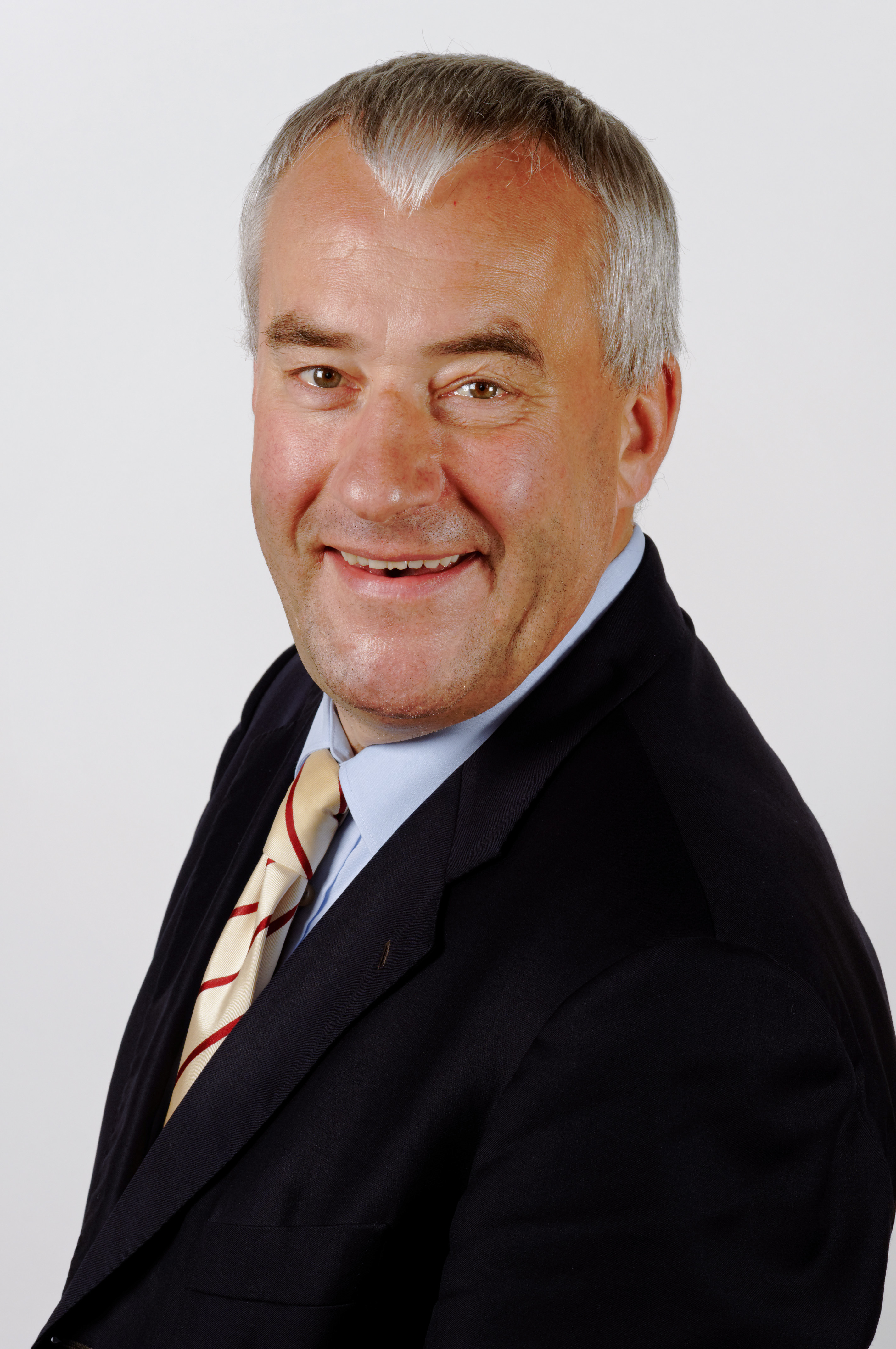
Ludwig Spaenle (2012)

Ludwig Spaenle (* 16. Juni 1961 in München) ist ein deutscher Politiker (CSU). Er war von 1994 bis 2018 und von 2020 bis 2023 Mitglied des Bayerischen Landtags. Seit Mai 2018 ist er Antisemitismus-Beauftragter der Bayerischen Staatsregierung. Vom 30. Oktober 2008 bis 21. März 2018 war er Bayerischer Staatsminister für Unterricht und Kultus und ab 10. Oktober 2013 auch für Wissenschaft und Kunst bis März 2018.

## Beruf und Ausbildung
Nach seinem Abitur am humanistischen Wilhelmsgymnasium München 1980 studierte Spaenle Geschichte und Katholische Theologie an der Ludwig-Maximilians-Universität München. 1986 graduierte er zum Magister Artium (M.A.) und wurde 1989 zum Dr. phil. promoviert. Er war Stipendiat der Studien- und Promotionsförderung der Hanns-Seidel-Stiftung.
Spaenle arbeitete von 1979 bis 1990 als Bahnarbeiter bei der Deutschen Bundesbahn. Ende der 1980er Jahre war er als DJ und Moderator der Nachtsendung bei dem Hörfunksender 95.5 Charivari und ab 1990 als Fernsehredakteur für den Bayerischen Rundfunk tätig.

## Politik

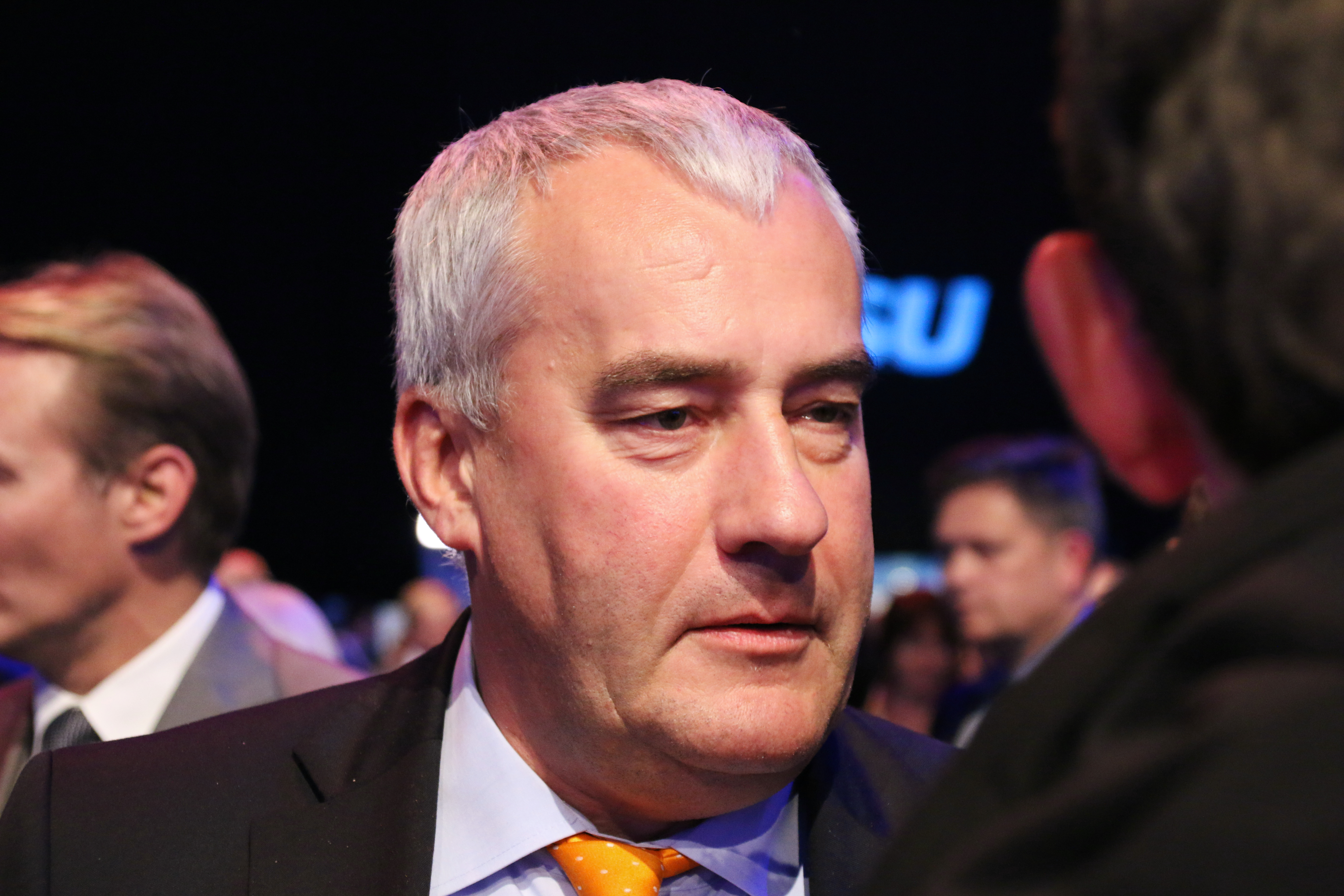
Ludwig Spaenle auf dem CSU-Parteitag 2015

Seine politische Laufbahn begann Ludwig Spaenle 1974 in der Schüler Union, deren Münchner Bezirksvorsitzender er 1977/78 war. Seit 1975 war er Mitglied der Jungen Union. Von 1988 bis 1991 war Spaenle JU-Kreisvorsitzender von München-Schwabing, von 1995 bis 1998 gehörte er dem Landesausschuss der Jungen Union Bayern an. Seit 1977 ist er Mitglied der CSU, von 1991 bis 1997 war er CSU-Ortsvorsitzender in München-Altschwabing. Seit 1993 ist er ununterbrochen Mitglied des Bezirksvorstandes der CSU München. Von 1997 bis 2011 war er Kreisvorsitzender der CSU München-Schwabing und er fungierte von 2004 bis 2011 als stellvertretender Bezirksvorsitzender des CSU-Bezirks München. Von 2004 bis 2009 war er Landesvorsitzender des Arbeitskreises Hochschule und Kultur der CSU. Seit 2007 ist Ludwig Spaenle Mitglied im Parteivorstand der CSU. Am 18. Juli 2011 wurde Spaenle zum Bezirksvorsitzenden der CSU-München gewählt. Seit dem Herbst 2011 gehörte er für mehrere Jahre dem höchsten Gremium der CSU, dem Parteipräsidium, an. Seit dem 15. Juli 2021 ist er Ehrenvorsitzender der CSU München. 1994 wurde Ludwig Spaenle für die CSU in den Bayerischen Landtag gewählt. Er vertrat zunächst bis 2018 den Stimmkreis München-Schwabing (Wahlkreis Oberbayern). Dem am 14. Oktober 2018 gewählten Bayerischen Landtag gehörte er zunächst nicht mehr als Abgeordneter an, da er mit 20,9 Prozent in seinem Wahlkreis München-Schwabing dem Grünen Christian Hierneis (34,3 Prozent) unterlag und kein CSU-Politiker über einen Listenplatz (Spaenle Platz 3) in den Landtag einzog. Als Nachrücker für den neugewählten Landrat von Rosenheim, Otto Lederer, gehörte er vom 1. Mai 2020 bis zum Ende der Legislaturperiode wieder dem Landtag an. Bei der Landtagswahl 2023 wurde er als Direktkandidat im Stimmkreis München-Schwabing nicht gewählt und schied somit aus dem Landtag aus.
Von 2002 bis 2018 gehörte er als gewähltes Mitglied dem Bezirksausschuss 12 (Schwabing-Freimann) der Landeshauptstadt München an.
Im Landtag war Ludwig Spaenle von 2003 bis 2008 Vorsitzender des Ausschusses für Hochschule, Forschung und Kultur und von 2002 bis 2008 des Landesdenkmalrates. Von 2003 bis 2008 und 2018 gehörte er dem Fraktionsvorstand der CSU-Landtagsfraktion an.
Am 30. Oktober 2008 übernahm Spaenle im Kabinett von Ministerpräsident Horst Seehofer das Staatsministerium für Unterricht und Kultus als Nachfolger von Siegfried Schneider. Im Jahr 2010 war er Präsident der Ständigen Konferenz der Kultusminister in der Bundesrepublik Deutschland. Seit Februar 2013 war er Koordinator der unionsgeführten Länder in der Kultusministerkonferenz. Im Oktober 2013 blieb er im Kabinett Seehofer II Kultusminister, sein Ministerium erhielt aber zusätzlich die Bereiche Wissenschaft und Kunst.
Im April 2013 wurde im Zuge der Verwandtenaffäre bekannt, dass Spaenle seine Ehefrau von 1997 bis 2008 als Mitarbeiterin beschäftigt hatte. Auf Anordnung des Bayerischen Verfassungsgerichtshofs gab die Staatsregierung im Juni 2014 auf eine diesbezügliche parlamentarische Anfrage der SPD an, dass die Ehefrau Spaenles für die Beschäftigung durch ihren Mann zwischen 1997 und 2013 insgesamt eine Vergütung von mehr als 600.000 Euro brutto erzielt habe. Spaenle erstattete den Betrag in Höhe von über 37.000 Euro, den seine Frau für die Jahre nach 2008 erhalten hatte, an die Staatskasse zurück.
Am 21. März 2018 schied Spaenle überraschend aus der Bayerischen Staatsregierung aus und war im Kabinett Söder I nicht mehr vertreten.
Seit Mai 2018 ist Spaenle „Beauftragter für jüdisches Leben und gegen Antisemitismus, für Erinnerungsarbeit und geschichtliches Erbe“ der Bayerischen Staatsregierung.

## Engagements
In seinem ehrenamtlichen Engagement ist Spaenle unter anderem Vorstand der Studiengenossenschaft des humanistischen Wilhelmsgymnasiums in München, an dem er 1980 das Abitur ablegte. Er ist Mitglied im Kuratorium der Ludwig-Maximilians-Universität München und des Instituts für Bayerische Geschichte.
Der Münchner Gesellschaft der Landeshistoriker gehört Spaenle ebenfalls als Mitglied an. Er ist Mitglied der katholischen bayerischen Studentenverbindung K.B.St.V. Rhaetia, Ehrenmitglied der katholischen Studentenverbindungen KDStV Aenania München und der KAV Capitolina Rom im CV. Er ist Mitglied im Förderverein der Grundschule an der Farinellistraße in München, die er von 1967 bis 1971 besucht hat.
Spaenle gehört dem Friedensengelverein an. Daneben ist er Beirat im Bayernbund.
Zusätzlich ist Spaenle Mitglied der Paneuropa-Union, der Sudetendeutschen Landsmannschaft, der Freiwilligen Feuerwehr München-Mitte und München-Freimann und des Bayerischen Journalistenverbandes. Er ist Mitglied des TSV 1860 München, des MTSV Schwabing und des Fanclubs des 1. FC Nürnberg Seenlandpower Gunzenhausen. Dem Heimat- und Brauchtumsverein Lechler München e. V. gehört Spaenle ebenfalls an.

## Ehrungen und Auszeichnungen
- Bayerische Verfassungsmedaille in Silber (2009)
- Träger der „König-Ludwig I.-Medaille“ der bayerischen Verwaltung der staatlichen Schlösser, Gärten und Seen (2008)
- Bayerischer Verdienstorden (2012)
- Medaille München leuchtet in Bronze (2015)
- „Prix Montgelas“ der Montgelas – Gesellschaft Bayern – Frankreich (2015)
- Ehrendoktorwürde der Philologischen Fakultät der Nationalen und Kapodistrias-Universität Athen (Griechenland) (2017)
- Ehrenbrief der Sudetendeutschen Landsmannschaft (2018)
- „Friedrich-von-Thiersch“- Preis des AHAP Chapter München (2023)
- „Brückenbauer – Stativel mostu“ – Preis des Centrum Bavaria Bohemia (CeBB) (2024)
- Berufung als „Special Ambassador“ des Standing Committee der Europäischen Rabbinerkonferenz (2024)

## Privates
Ludwig Spaenle ist verheiratet und hat zwei Töchter.